# 比美乃江大橋
比美乃江大橋（ひみのえおおはし）は、富山県氷見市の上庄川河口付近に架かる氷見漁港臨港道路の橋梁（斜張橋）。

## 概要
2000年（平成12年）3月に完成、同年4月21日に開通した斜張橋。斜めに傾いた主塔が特徴的で、地引網を引き上げる漁師をイメージしたデザインとなっている。
橋名は、万葉集にこの辺りが「比美の江」と詠まれていたことに由来している。
日没後はライトアップされ、春と秋は白色、夏は薄青色、冬は淡黄色に橋を照らす。

## 橋データ
- 左岸 - 富山県氷見市北大町
- 右岸 - 富山県氷見市中央町（魚々座前交差点）
- 橋長 - 112 m[4]
- 幅員 - 21 m[4]
- 主塔高 - 51 m[4]
- 施工 - 佐藤工業[5]

## 周辺
- 道の駅氷見（ひみ番屋街）
- 比美乃江公園
- 氷見漁港
- 氷見市漁業文化交流センター